# Montlouis
Montlouis település Franciaországban, Cher megyében. Lakosainak száma 110 fő (2022. január 1.). Montlouis La Celle-Condé, Ineuil, Lignières, Saint-Symphorien, Venesmes és Villecelin községekkel határos.

## Népesség
A település népessége az elmúlt években az alábbi módon változott:
| Lakosok száma | 180  | 124  | 111  | 114  | 108  | 110  | 109  | 109  | 109  | 110  |
|               | 1968 | 1982 | 1990 | 2006 | 2013 | 2015 | 2017 | 2019 | 2020 | 2022 |